# Melophasma antillarum
Melophasma antillarum är en insektsart som först beskrevs av Andrew Nelson Caudell 1914.  Melophasma antillarum ingår i släktet Melophasma och familjen Prisopodidae. Inga underarter finns listade i Catalogue of Life.